# Адамув (Поддембицький повіт)
Адамув (пол. Adamów) — село в Польщі, у гміні Поддембиці Поддембицького повіту Лодзинського воєводства.
Населення — 153 особи (2011).
У 1975-1998 роках село належало до Серадзького воєводства.

## Демографія
Демографічна структура станом на 31 березня 2011 року:
|          | Загалом | Допрацездатний вік | Працездатний вік | Постпрацездатний вік |
| -------- | ------- | ------------------ | ---------------- | -------------------- |
| Чоловіки | 79      | 17                 | 49               | 13                   |
| Жінки    | 74      | 9                  | 45               | 20                   |
| Разом    | 153     | 26                 | 94               | 33                   |